# Kentaro Uramoto
Kentaro Uramoto (Oita, 13 november 1982) is een voormalig Japans voetballer.

## Carrière
Kentaro Uramoto speelde tussen 2001 en 2004 voor Oita Trinita.